# Liste der Einträge im National Register of Historic Places im Van Zandt County
Die Liste der Registered Historic Places im Van Zandt County führt alle Bauwerke und historischen Stätten im texanischen Van Zandt County auf, die in das National Register of Historic Places aufgenommen wurden.

## Aktuelle Einträge
| Lfd. Nr. | Name                                    | Bild | Datum der Eintragung | Adresse/Lage    | Ort      | ID-Nr.   | Beschreibung |
| -------- | --------------------------------------- | ---- | -------------------- | --------------- | -------- | -------- | ------------ |
| 1        | William H. and Molly P. Humphries House |      | 20. Aug. 2004        | 201 S. Main St. | Edgewood | 04000890 |              |